# St. Anthony’s Roman Catholic Church (Wilmington, Delaware)

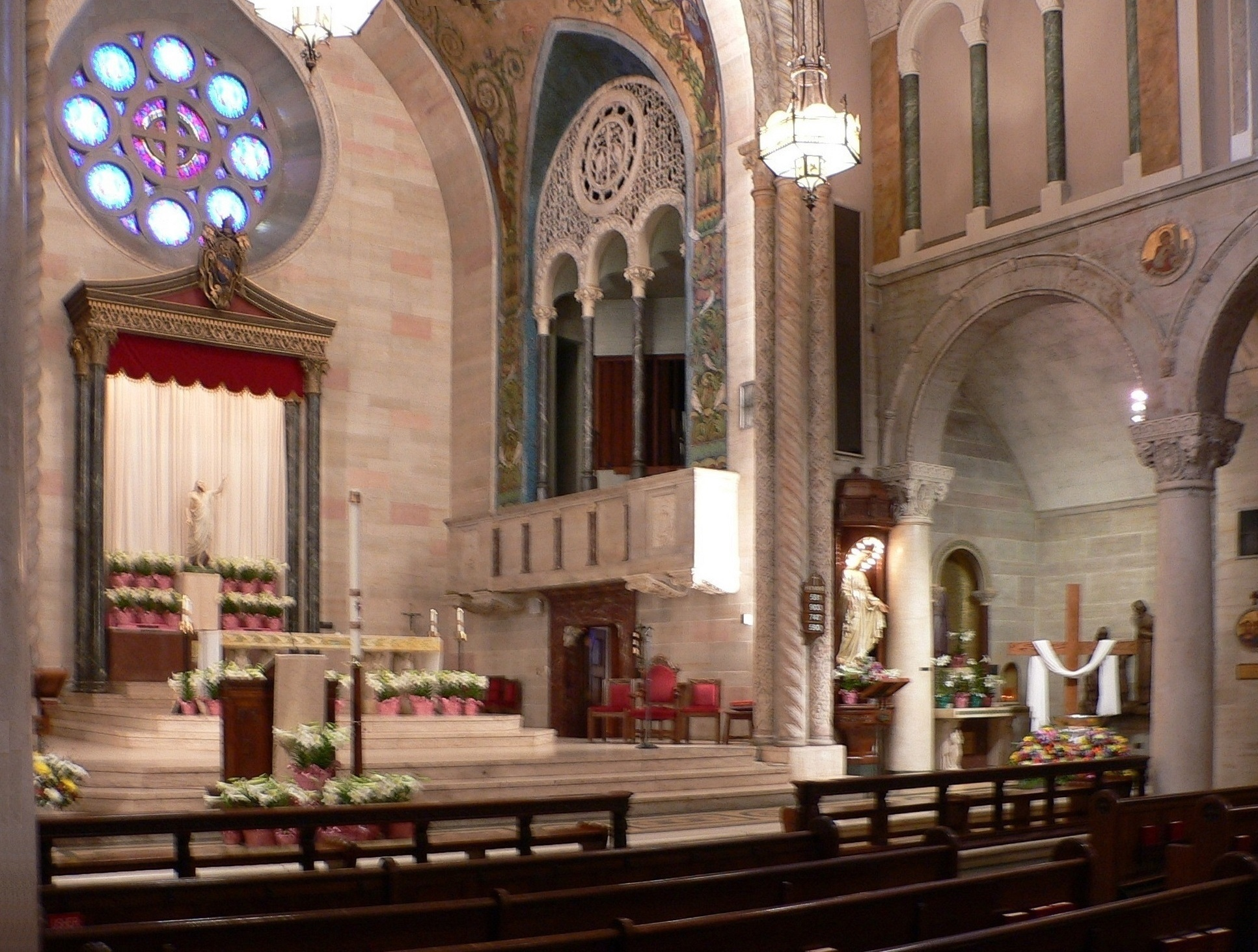
Innenraum, Blick zum Altar

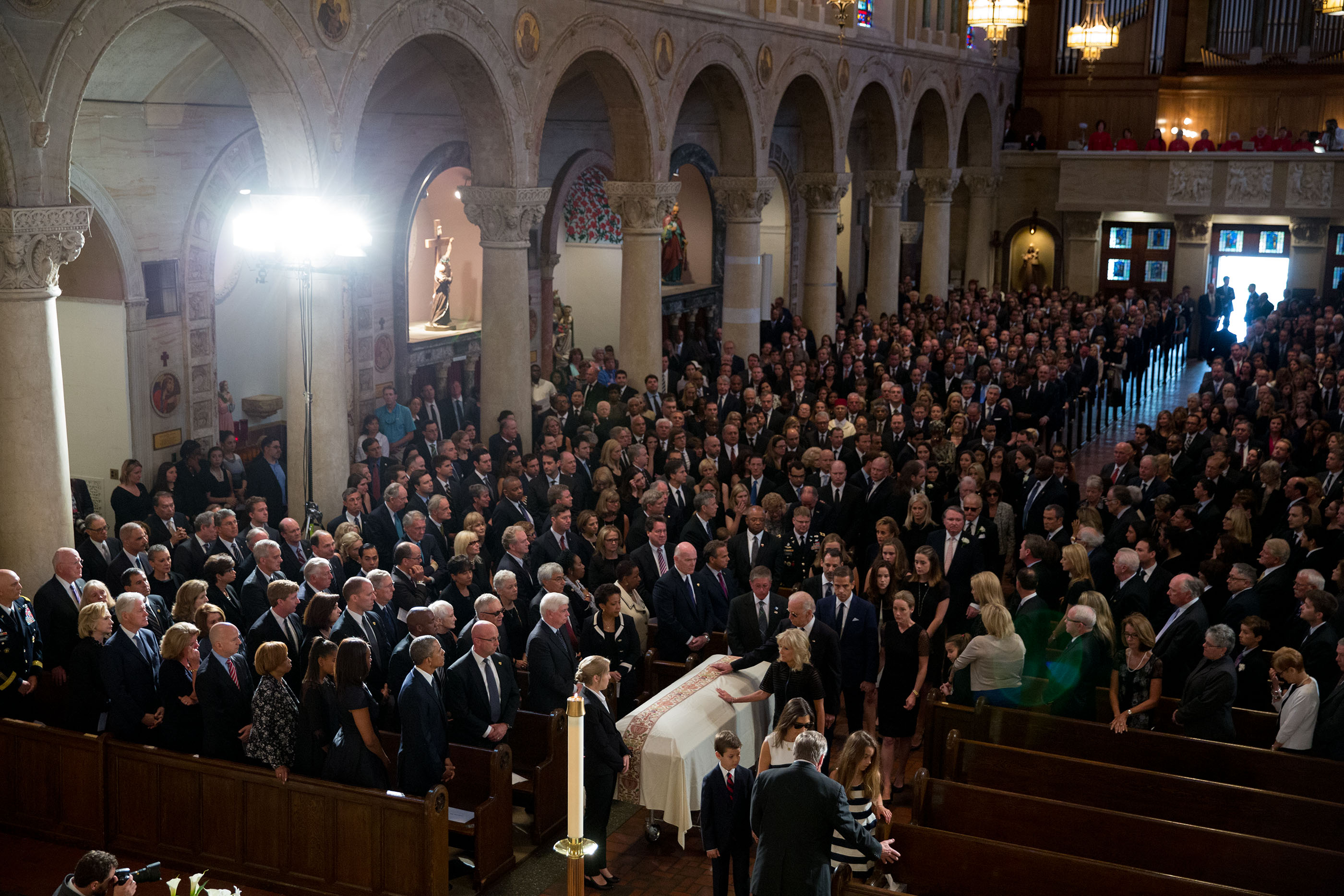
Innenraum (aufgenommen beim Trauergottesdienst für Beau Biden, 5. Juni 2015)

Die Saint Anthony of Padua Church ist eine römisch-katholische Kirche in Wilmington, der größten Stadt des amerikanischen Bundesstaats Delaware. 
Die 1926 erbaute dreischiffige Basilika im neuromanischen Stil ist dem heiligen Antonius von Padua geweiht und dient als Gemeindekirche der Pfarre St. Anthony of Padua des Bistums Wilmington, die zwei Jahre zuvor zur Pastoral insbesondere der rasch wachsenden Zahl italienischer Einwanderer geschaffen worden war. Als Vorbild diente San Zeno Maggiore in Verona, insbesondere für die Gestaltung der Südfassade mit ihrem Portikus und einem großen Rundfenster. Die Eingangstüren sind mit Bronzereliefs und Heiligenfiguren des italienischen Bildhauers Egidio Giaroli verziert. Am 3. Mai 1984 wurde die Kirche in das National Register of Historic Places aufgenommen.

## Kirchengemeinde
Noch heute stellt die Kirche das kulturelle Zentrum des „Little Italy“ im Westen Wilmingtons dar. Seit 1925 wird am Gedenktag des Kirchenpatrons Antonius von Padua, also dem 13. Juni, bzw. am nächstgelegenen Sonntag, eine Statue des Heiligen in einer Prozession durch die Straßen Wilmingtons getragen. Rund um die Prozession entwickelte sich im Laufe der Jahrzehnte ein achttägiges italienisches Kulturfestival, das alljährlich rund 100.000 Besucher anzieht und zu den größten seiner Art in den Vereinigten Staaten zählt.
Den Gemeindepfarrer stellen die Oblaten des hl. Franz von Sales, die in Wilmington bereits seit 1903 vertreten sind, hier das Hauptquartier einer ihrer beiden amerikanischen Ordensprovinzen eingerichtet und zudem zwei Highschools unterhalten: die Knabenschule Salesianum sowie die Padua Academy für Mädchen in unmittelbarer Nachbarschaft der Kirche.  Der erste Pfarrer der Gemeinde war bis 1949 der irischstämmige Salesianer J. Francis Tucker (1889–1921), der später vom Vatikan nach Monaco delegiert wurde und dort Beichtvater von Rainier III. wurde. 1955 fädelte er die Hochzeit des Fürsten mit der Schauspielerin Grace Kelly ein, die Rainier im Sommer 1955 auf den Filmfestspielen von Cannes kennengelernt hatte: Nachdem sich Tucker zunächst in Philadelphia, der rund 50 km von Wilmington entfernten Heimatstadt Kellys, davon vergewisserte, dass die künftige Fürstin Grazia Patrizia aus gutem, gesittetem sowie katholischen Hause stammte, setzte er zu Weihnachten des Jahres eine Feier in seiner alten Pfarrkirche St. Anthony anlässlich des 50. Jahrestages seiner Priesterweihe an. Das Jubiläum seines Beichtvaters lieferte einen offiziösen Vorwand für die Amerikareise des Fürsten; gleich nach der Mitternachtsmesse setzte sich dieser in ein Taxi, fuhr nach Philadelphia und machte Kelly einen Heiratsantrag.
Am 5. Juni 2015 war die Kirche Ort des Trauergottesdienstes für den Politiker Beau Biden, bei dem Barack Obama die Trauerrede hielt.